# Retablo mayor de la catedral de Segovia

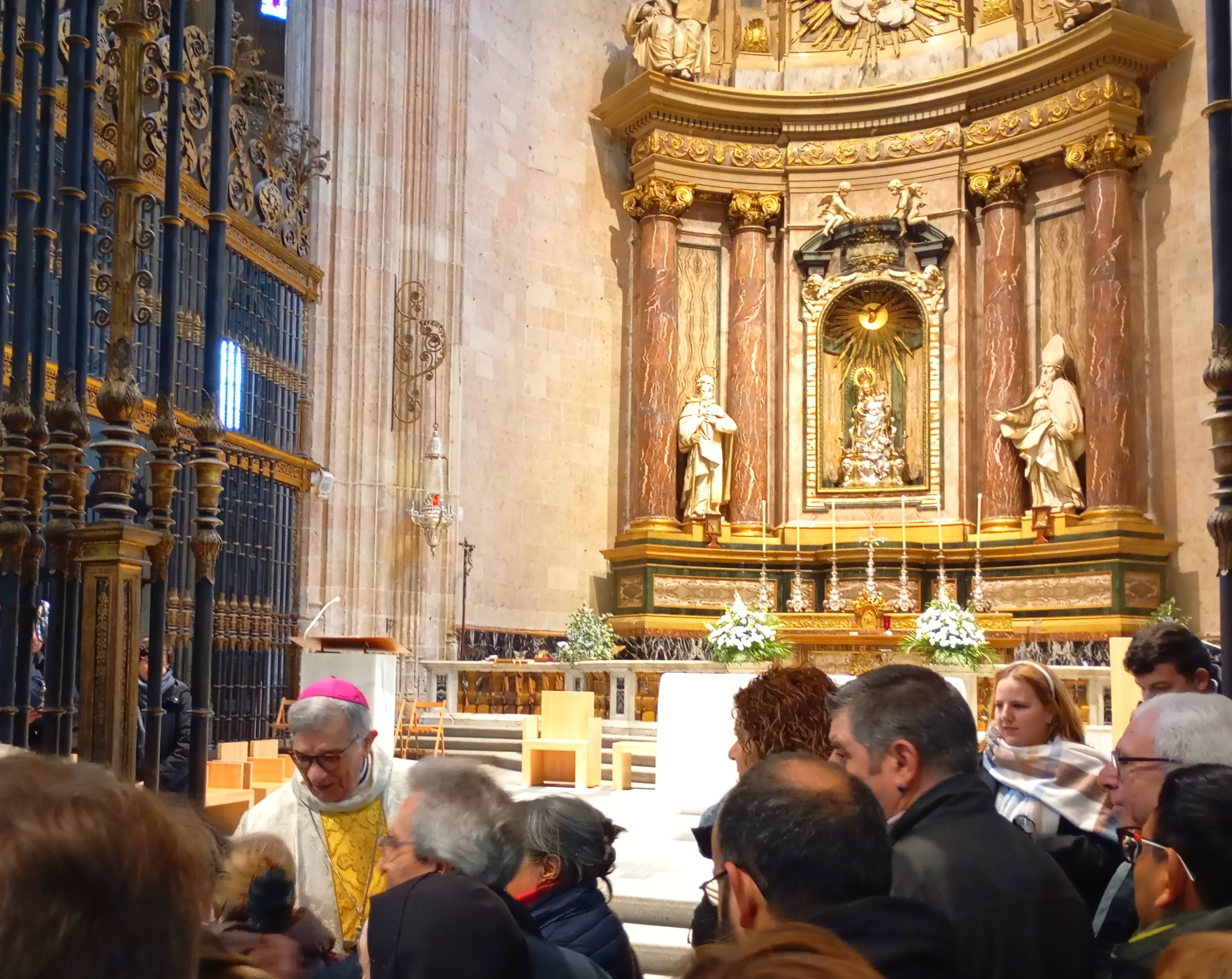
El obispo César Franco despidiéndose de sus feligreses tras oficiar su última misa junto a este retablo mayor

El retablo del altar mayor de la catedral de Segovia está ubicado en la cabecera de la catedral de Santa María de la ciudad de Segovia. Es una obra de estilo neoclásico, fue realizado en mármoles de varios colores y bronces en el siglo XVIII por el arquitecto italiano Francesco Sabatini (1722-1797) y está dedicado a la Virgen de la Paz.

## Historia y descripción
Se desconoce la fecha y otros aspectos de la contratación del conjunto, que tuvo lugar en el último tercio del siglo XVIII. Se sabe que su presupuesto inicial fue de 585.000 reales, y su inversión final ascendió a 620.379 reales. Tampoco se conoce la fecha de finalización del conjunto, que ya lo estaba en 1775, año en que Sabatini solicita licencia al rey para levantar el retablo de los teatinos en la iglesia de san Cayetano de Madrid (que al final no realiza), en cuyo documento sostiene haber terminado ya el de la catedral de Segovia.
El retablo consta de dos cuerpos de diferentes alturas: el inferior es de mayor tamaño, enmarcado por dos columnas a cada lado, quedando en el centro la hornacina que custodia la imagen sedente de la Virgen de la Paz, una talla del siglo XIV que fue donada por Enrique IV de Castilla a la catedral, y que pudo pertenecer a Fernando III de Castilla, recubierta de plata en 1775 por Antonio Vendetti. En los intercolumnios se hallan dos grandes imágenes realizadas en mármol blanco, que representan a san Frutos (patrón de Segovia) y san Jeroteo (supuesto primer obispo de la diócesis), ambas obras de Manuel Adeba Pacheco.
En el centro del segundo cuerpo se localiza el anagrama mariano, y custodiándolo, dos imágenes, también de mármol blanco, que representan a san Valentín y santa Engracia (santos segovianos, hermanos de san Frutos) sentados, y en la cúspide, un angelote que sostiene una cruz entre nubes.
Este retablo es un importante jalón en la evolución de la retablística española hacia el Neoclasicismo, por cuanto ejemplifica varias de las novedades que este estilo impuso en la misma. En primer lugar, su tamaño es claramente inferior al que se preveía en el cascarón del ábside catedralicio, que se construyó con un muro ciego con ventanales en lo alto, seguramente como previsión de colocar un retablo aparatoso y de grandes dimensiones. La estética neoclásica rechazó los abigarrados y monumentales retablos barrocos, en favor de muebles más sencillos y proporcionados. Los materiales con que está realizado el retablo segoviano (mármoles, jaspes y bronce) también se contraponen a la madera dorada y policromada, tradicional en los retablos hasta entonces; es más, se huye deliberadamente del uso excesivo del oro y del color, siendo llamativo que las esculturas no estén policromadas. Finalmente, la propia iconografía descarta el sentido narrativo y exuberante del Barroco y se limita a esculturas, siendo notable que el coronamiento sustituya el tradicional calvario por una simple cruz con ángeles adoradores, o que en el segundo cuerpo, la parte más llamativa y visible, se opte por un sencillo anagrama en relieve. Desaparecen también las tradicionales divisiones o compartimentaciones (encasamientos), así como la predela; la ordenación arquitectónica del conjunto la protagonizan las columnas, que muestran capiteles análogos a los que usa Sabatini en otras obras suyas, como la Puerta de Alcalá.
En definitiva, el retablo de la seo de Segovia muestra de manera clara los cambios estéticos y funcionales que experimentó el arte religioso durante el Neoclasicismo.